# Wilhelm Salomon Freund

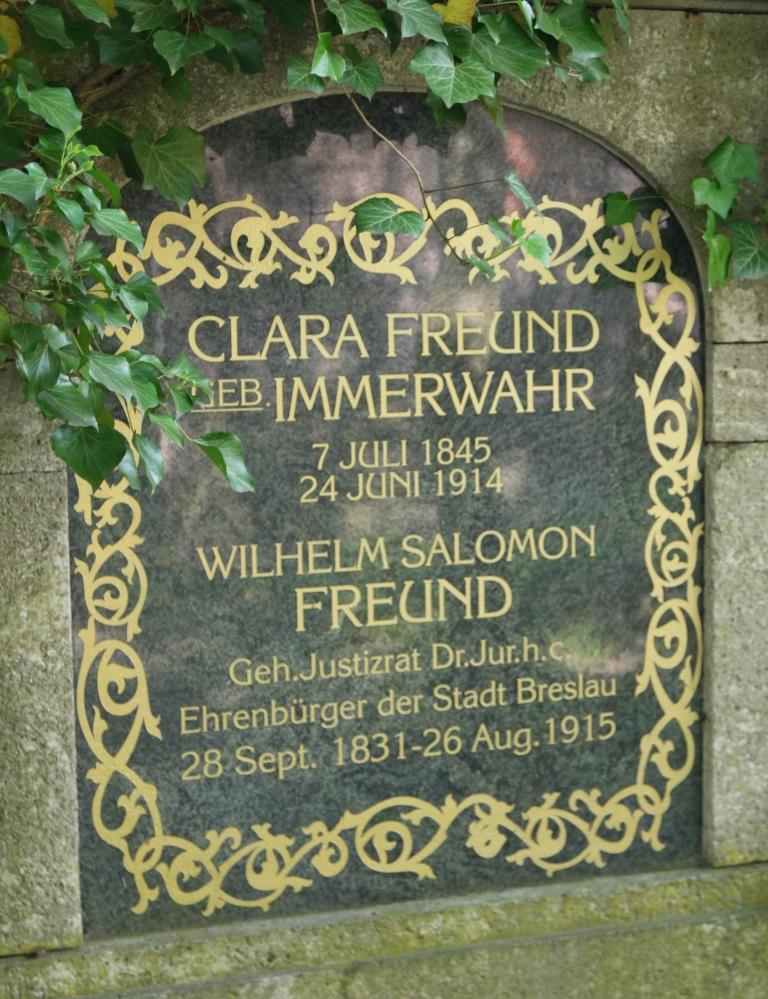
Grab von Wilhelm Salomon Freund auf dem Alten Jüdischen Friedhof in Breslau

Wilhelm Salomon Freund (* 28. September 1831 in Schmiegel; † 26. August 1915 in Breslau) war ein deutscher Jurist, Stadtverordnetenvorsteher, Landtagsabgeordneter und Mitglied des Deutschen Reichstags.

## Leben
Freund studierte Rechtswissenschaften in Breslau und war seit 1856 dort als Rechtsanwalt tätig. 1871 wurde er dort zum Stadtverordneten gewählt und von 1887 bis zu seinem Tode war er dort Stadtverordnetenvorsteher. Er wurde in die schlesische Anwaltskammer gewählt und war ab 1884 für 30 Jahre deren Vorsteher. Er war Ehrenbürger der Stadt Breslau und Ehrendoktor der juristischen Fakultät.
Weiter war er Mitglied des Schlesischen Provinziallandtages (in den Landtag wurde er 1877 gewählt) und von 1876 bis 1879 Mitglied des Preußischen Abgeordnetenhauses. Am 21. Februar 1879 wurde er in einer Nachwahl für den verstorbenen Abgeordneten Heinrich Bürgers in den Deutschen Reichstag für den Wahlkreis Breslau 7 (Breslau westlicher Teil) und die Deutsche Fortschrittspartei gewählt. Er blieb dessen Mitglied bis zum Ende der Legislaturperiode 1881. Freund wirkte dort an der Rechtsanwaltsordnung und der Anwaltsgebührenordnung als Vorsitzender der betreffenden Ausschüsse mit.
Sein Sohn, der Münsteraner Pharmakologe Hermann Freund, wurde Opfer des Holocaust, die Söhne Walther und Rudolf konnten flüchten.